# Arnošt Hrad

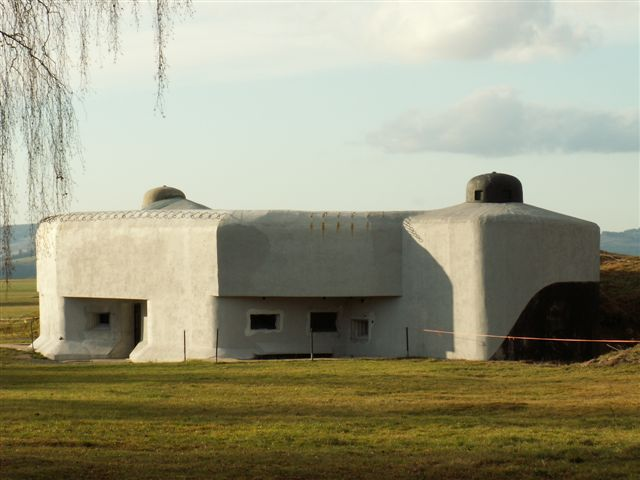
Schron K-S 14 „U cihelny”

Sierżant Arnošt Hrad (ur. 5 kwietnia 1914 w Pradze, zm. 3 października 1938 w Červenej Vodzie koło m. Králíky) – czechosłowacki podoficer, który w proteście przeciw postanowieniom układu monachijskiego popełnił samobójstwo wewnątrz jednego z czechosłowackich schronów bojowych na pograniczu czechosłowacko-niemieckim.

## Życiorys
Urodził się w praskiej dzielnicy Bohnice jako najmłodszy z czworga rodzeństwa. Po ukończeniu szkoły zawodowej pracował jako kelner.
Służbę wojskową rozpoczął 1 października 1936 w Litomierzycach w 4. kompanii 2. pułku piechoty. W kwietniu 1937 ukończył z wyróżnieniem szkołę podoficerską. W październiku 1937 został awansowany na kaprala. Od 11 września tego roku dowodził 1. drużyną 3. batalionu w Králíkach. W lutym 1938 został przeniesiony do 4. batalionu 6. pułku wojsk obrony pogranicza. Wcześniej ukończył jeszcze szkolenie dla załóg ciężkich schronów bojowych. 16 kwietnia 1938 został awansowany do stopnia sierżanta. Po ogłoszeniu mobilizacji we wrześniu 1938 stał się członkiem załogi ciężkiego schronu bojowego K-S 14 U cihelny dowodzonego przez porucznika Karela Kociána. 3 października, 4 dni po podpisaniu układu monachijskiego do załogi przyszedł rozkaz opuszczenia obiektu. Podczas przygotowań załogi do wykonania rozkazu sierżant Arnošt Hrad postrzelił się w pierś ze służbowego pistoletu. Zmarł jeszcze tego samego dnia przed północą w szpitalu w Červenej Vodzie. Zostawił 3 listy - do matki, do swego dowódcy, oraz do swych podwładnych. W listach wyjaśniał, że nie chciał porzucić miejsca w którym chciał bronić swojej ojczyzny, powoływał się też na pamięć swojego ojca poległego w czasie I wojny światowej.
Zgodnie ze swoją ostatnią wolą został pochowany 10 października 1938 w rodzinnym mieście. Jego pogrzeb stał się cichą manifestacją niezadowolenia z kapitulacji Czechosłowacji.
2 października 1994 na ścianie schronu, w którym Arnošt Hrad popełnił samobójstwo, została odsłonięta pamiątkowa tablica.